# 안중근 사기
"안중근 사기"(安重根 史記)는 한국에서 제작된 이구영 감독의 1946년 영화이다. 양백명 등이 주연으로 출연하였고 방의석 등이 제작에 참여하였다.
1946년 3월 개봉되었다. 안중근이 나라를 위해서 살신성인(殺身成仁)의 기백으로 일본의 전 총리대신이며 한국 침략의 원흉인 이토 히로부미를 만주의 하얼빈역까지 미행해 그를 저격한 후, 다렌 형무소에서 이슬로 사라질 때까지의 일대기(一代記)를 그린 것이다.

## 출연

### 주연
- 양백명

## 기타
- 원작자: 김정성
- 조명: 김성춘